# Comuna Costești, Vâlcea
Costești este o comună în județul Vâlcea, Oltenia, România, formată din satele Bistrița, Costești (reședința), Pietreni și Văratici. Este compusă din patru sate: Costești, care este și centrul așezării, Văratici, Bistrița și Pietreni.
Se caracterizează printr-un relief de aproape 80% muntos și restul deluros. Acest aspect a influențat și ocupația locuitorilor comunei, circa 3600–3700 la număr, care este orientată spre exploatarea lemnului și prelucrarea lui, exploatarea calcarului din carieră în majoritate pentru Uzinele Sodice Govora (din Râmnicu Vâlcea), diferite meșteșuguri populare, oierit și creșterea animalelor mari (bovine).
Se remarcă existența unei bogății a subsolului insuficient exploatată, a unor izvoare de apă ioduroasă și sulfuroasă. În perioada interbelică, un medic pe nume Sacerdoțeanu, dându-și seama de puterea tămăduitoare a acestora a organizat niște stabilimente, băi cum le spunea localnicii. Au fost folosite pe timp de vară până în anul 1992 când au fost revendicate, iar în momentul de față sunt paragină.
Localitatea Costești, așa cum arată mărturiile arheologice este locuită de milenii, de circa 10.000 ani. Însă, prima atestare documentară vine de la un hrisov emis de Neagoe Basarab din 11 octombrie 1512.
Pe teritoriul comunei Costești se află o serie de monumente istorice de o importanță deosebită privind cultura și civilizația românească: Mănăstirea Bistrița izvor de înțelepciune (1494), Mănăstirea Arnota (1634, schitul Păpușa (secolul XVI), biserica din Peșteră (1633), biserica "Sfinții Îngeri" (secolul XVII), biserica Peri (1689), biserica Ciorobești (1750), biserica Grușetu (1801), biserica Grămești (1664), biserica "44 de izvoare" (1701).
De asemeni se mai poate vedea măestria oamenilor locului, a cioplitorilor în piatră oglindită de Crucea de piatră la mormântul învățătorului Dumitru Tănăsescu (1755) și Podul reginei Maria și cele două cruci săpate în stâncă (1914 – 1920).
Dealungul timpului, comuna Costești a avut un rol teritorial important: plai, plasă, organizatoarea unor târguri zonale tradiționale.
Prin așezarea sa teritorială, având acces la șoseaua DN 67 Râmnicu Vâlcea – Costești – Horezu – Târgu Jiu – Motru – Drobeta Turnu Severin, cu legătură la Râmnicu Vâlcea la șoseaua E 81, oferă un potențial turistic deosebit. În afara mănăstirilor enunțate mai sus, se mai pot viziona rezervația naturală Muzeul Trovanților, Muzeul de artă "Dumitru D. Anghel" (fiu al locului), Peștera Liliecilor, alte peșteri, trasee montane de o rară frumusețe și acces la Parcul Național Buila-Vânturarița.
La circa 5 km se află o ctitorie importantă pentru neamul românesc Mănăstirea Horezu.

## Demografie
Componența etnică a comunei Costești
     Români (88,5%)
     Romi (1,46%)
     Alte etnii (0,22%)
     Necunoscută (9,82%)
Componența confesională a comunei Costești
     Ortodocși (89,26%)
     Alte religii (0,66%)
     Necunoscută (10,08%)
Conform recensământului efectuat în 2021, populația comunei Costești se ridică la 2.738 de locuitori, în scădere față de recensământul anterior din 2011, când fuseseră înregistrați 3.244 de locuitori. Majoritatea locuitorilor sunt români (88,5%), cu o minoritate de romi (1,46%), iar pentru 9,82% nu se cunoaște apartenența etnică. Din punct de vedere confesional, majoritatea locuitorilor sunt ortodocși (89,26%), iar pentru 10,08% nu se cunoaște apartenența confesională.

## Politică și administrație
Comuna Costești este administrată de un primar și un consiliu local compus din 13 consilieri. Primarul, Vasile Borăscu[*], de la Partidul Național Liberal, este în funcție din 1 noiembrie 2024. Începând cu alegerile locale din 2024, consiliul local are următoarea componență pe partide politice:
|  | Partid                          | Consilieri | Componența Consiliului | Componența Consiliului | Componența Consiliului | Componența Consiliului | Componența Consiliului | Componența Consiliului |
|  | ------------------------------- | ---------- | ---------------------- | ---------------------- | ---------------------- | ---------------------- | ---------------------- | ---------------------- |
|  | Partidul Național Liberal       | 6          |                        |                        |                        |                        |                        |                        |
|  | Partidul Social Democrat        | 5          |                        |                        |                        |                        |                        |                        |
|  | Alianța pentru Unirea Românilor | 1          |                        |                        |                        |                        |                        |                        |
|  | Partidul S.O.S. România         | 1          |                        |                        |                        |                        |                        |                        |

## Personalități născute aici
- Petrea „Crețul” Șolcan (1810 - 1887), violonist, lăutar;
- Fenelon Sacerdoțeanu (1902 - 1982), medic;
- Aurelian Sacerdoțeanu (1904 - 1976), istoric;
- Alexandru Bălintescu (1920 - 1990), istoric.
- Iulian Vladu (n. 1961), politician.